# Fabio Jakobsen
Fabio Jakobsen (Heukelum, 31 augustus 1996) is een Nederlands wielrenner die sinds 2024 in dienst is van Team dsm-firmenich PostNL.

## Biografie
Jakobsen is uit eerbetoon vernoemd naar de Italiaanse renner Fabio Casartelli. Die kwam op 18 juli 1995, tijdens de Ronde van Frankrijk 1995, om het leven in de afdaling van de Col de Portet d'Aspet. Jakobsen werd ruim een jaar later geboren. Volgens Jakobsen had de herdenking van het overlijden van Casartelli veel indruk op zijn moeder gemaakt.

## Junioren en beloften
Bij de junioren werd Jakobsen vierde in het eindklassement van de Internationale Junioren Driedaagse 2014. Hij eindigde er op negen seconden van eindwinnaar Peter Lenderink.

### Beloften
In 2015 maakte Jakobsen de overstap naar de beloften categorie. Dit deed hij in het shirt van SEG Racing. In 2016 won Jakobsen de tweede etappe in de ZLM Tour. In de rit van Kamperland naar Zierikzee liet hij vice-wereldkampioen bij de beloften Simone Consonni en Iván García achter zich in de sprint. In juni stond Jakobsen als een van de topfavorieten aan de start van het nationale wegkampioenschap voor beloften. Jakobsen maakte deze verwachtingen waar door in de massasprint Tim Ariesen en Martijn Budding voor te blijven en zo de kampioenstrui te winnen. Bijna twee maanden later won Jakobsen de Slag om Norg, die dat jaar voor het eerst op de UCI-kalender stond, door Twan van den Brand en Peter Schulting te verslaan in een sprint met drie. Wouter Mol werd op vijf seconden van het drietal vierde. In de vierde etappe van de Olympia's Tour, die Jakobsen deels reed als voorbereiding op het wereldkampioenschap, was alleen Kristoffer Halvorsen sneller. Diezelfde Halvorsen won twee weken later de wegwedstrijd voor beloften op het wereldkampioenschap, waarin Jakobsen op de veertiende plek eindigde.
In 2017 nam Jakobsen deel aan de Ster van Zwolle, die dat jaar niet op de UCI-kalender stond. In die wedstrijd, de eerste race van de Topcompetitie, stond hij als een van de favorieten aan de start. Desondanks zat hij in de vroege vlucht van in totaal negen renners, die het tot de finish volhield. In de eindsprint liet hij Jim Lindenburg en Gert-Jan Bosman achter zich en won zo de koers. Slechts één dag later won hij de pelotonsprint in de Dorpenomloop Rucphen, veertien seconden nadat Maarten van Trijp solo als eerste over de finish was gekomen. In de tweede etappe van de Ronde van Normandië versloeg Jakobsen zijn landgenoot Bram Welten en de Deen Nicolai Brøchner in de massasprint. In de overige etappes wist hij nog tweemaal op het podium te eindigen, wat hem de tweede plaats in het puntenklassement opleverde. In de Ronde van Vlaanderen voor beloften eindigde hij op bijna anderhalve minuut van winnaar Edward Dunbar op de vijftiende plaats. Later die maand nam hij deel aan de ZLM Tour, die hij niet uitreed, de Arno Wallaard Memorial waarin hij vierde werd en de PWZ Zuidenveldtour waarin hij als achtste eindigde. Op 1 mei won hij de Rund um den Finanzplatz Eschborn-Frankfurt voor beloften door de sprint van een groep van vier te winnen. Twee weken later won hij de Ronde van Noord-Holland, waar hij de snelste was van een kopgroep van acht. In de Ronde van Italië voor beloften sprintte hij in de vierde etappe, achter Jasper Philipsen, naar de tweede plaats. Later die maand prolongeerde hij zijn nationale beloftentitel, waarmee hij de eerste renner was die dat deed. Een week later kon hij niet voor de tweede maal op rij de Slag om Norg winnen: Jakobsen eindigde op de vijfde plaats in de door Gianni Vermeersch gewonnen wedstrijd. Later die maand sprintte hij, voor Kristoffer Skjerping en Ethan Hayter, naar de winst in de laatste etappe van de Ronde van de Elzas. Namens een Nederlandse selectie stond hij in augustus aan de start van de Ronde van Toekomst, waar hij de tweede etappe won, voor Álvaro Hodeg en beloftenwereldkampioen Kristoffer Halvorsen. In september won Jakobsen twee etappes in de Olympia's Tour en reed hij de wegwedstrijd voor beloften op het wereldkampioenschap niet uit.

## Prof
In 2018 werd Jakobsen prof bij Quick-Step Floors. Zijn debuut maakte hij in de Ronde van Dubai, waar zijn ploeggenoot Elia Viviani twee etappes won. Eind februari nam hij deel aan Le Samyn, waarin hij bijna tweeënhalve minuut na Niki Terpstra als dertiende over de finish kwam. Vijf dagen later werd hij vierde in Dwars door West-Vlaanderen, waar Rémi Cavagna zijn eerste profzege behaalde. Jakobsens eigen eerste profoverwinning kwam later die maand toen hij de beste was in Nokere Koerse. Amaury Capiot en Hugo Hofstetter mochten met hem mee op het podium. Op 4 april 2018 won hij zijn tweede grote koers, door als eerste over de meet te komen in de Scheldeprijs.
In 2019 werd Jakobsen Nederlands kampioen op de weg. Hij versloeg in de sprint onder meer Moreno Hofland en Bas van der Kooij. Later in het jaar nam hij deel aan zijn eerste grote ronde, de Vuelta. Hier versloeg hij tot twee keer toe onder andere Sam Bennett in de sprint, zijn tweede etappezege in Madrid noemde hij 'het grootste moment in zijn carrière, zeker in de Nederlandse kampioenstrui'.

### Val
In 2020 kwam Jakobsen zwaar ten val tijdens de eerste etappe van de Ronde van Polen. Bij de finish in Katowice wilde Jakobsen renner Dylan Groenewegen inhalen, maar Groenewegen week van zijn lijn af en leek ook een elleboog te gebruiken. Jakobsen vloog hierbij in de hekken, knalde tegen de finishboog en raakte een official. Later werd hij naar het ziekenhuis van Sosnowiec afgevoerd met levensbedreigende verwondingen en daar in een kunstmatige coma gehouden. Jakobsen had ernstige verwondingen aan schedel en gezicht, met name aan het verhemelte, de luchtpijp en beenderen in het gezicht. Er was echter geen hersen- en ruggenmergschade. In de nacht van 5 op 6 augustus onderging Jakobsen een operatie van vijf uur. Op 7 augustus werd Jakobsen met succes uit zijn kunstmatige coma gehaald. Op 12 augustus werd hij naar een Nederlands ziekenhuis overgebracht.
Groenewegen werd schuldig bevonden aan het veroorzaken van het ongeval en kreeg hiervoor een negen maanden lange uitsluiting van de UCI. Dit ongeluk werd onderwerp van discussie over de veiligheid in koersen in het algemeen en de finishzone specifiek. Ook de eindsprint in de Ronde van Polen, "The fastest finish in the World Tour", is onderdeel van de controverse. 

### Rentree
Jakobsen maakte zijn rentree in 2021 in de Ronde van Turkije.
In 2022 won Jakobsen de tweede etappe van de Tour de France, met een sprintfinish in Nyborg (Denemarken)  en werd hij Europees kampioen op de weg in München waar hij in een massasprint Arnaud Démare en Tim Merlier voorbleef.
In 2023 diende Jakobsen de Ronde van Frankrijk noodgedwongen te verlaten in de twaalfde etappe als gevolg van een zware val in de vierde etappe.

## Palmares

### Jeugd
2015 (Beloften)
 Nederlands kampioenschap op de weg, Beloften
2016 (Beloften)
2e etappe ZLM Tour
 Nederlands kampioen op de weg, Beloften
2017 (Beloften)
Rund um den Finanzplatz Eschborn-Frankfurt
 Nederlands kampioen op de weg, Beloften
2e etappe Ronde van Toekomst
3e en 4e etappe Olympia's Tour

### Elite
2016 - 1 zege
Slag om Norg
2017 - 4 zeges
Ster van Zwolle (geen UCI-zege)
2e etappe Ronde van Normandië
Ronde van Noord-Holland
4e etappe Ronde van de Elzas
2018 - 7 zeges
Nokere Koerse
Scheldeprijs
1e etappe Tour des Fjords
Ronde van Made
1e etappe BinckBank Tour
4e etappe Ronde van Slowakije
3e en 6e etappe Ronde van Guangxi
Puntenklassement Ronde van Guangxi
2019 - 8 zeges
1e etappe Ronde van de Algarve
Scheldeprijs
3e etappe Ronde van Turkije
4e etappe Ronde van Californië
Profronde van Deurne
Rush-Hour Nijmegen
 Nederlands kampioen op de weg, Elite
4e en 21e etappe Ronde van Spanje
2020 - 4 zeges
5e etappe Ronde van Valencia
1e etappe Ronde van de Algarve
Puntenklassement Ronde van de Algarve
Grote Prijs Jean-Pierre Monseré
1e etappe Ronde van Polen
2021 - 7 zeges
2e en 5e etappe Ronde van Wallonië
4e, 8e en 16e etappe Ronde van Spanje
Puntenklassement Ronde van Spanje
Gooikse Pijl
Eurométropole Tour
2022 - 14 zeges
2e en 3e etappe Ronde van Valencia
Puntenklassement Ronde van Valencia
1e en 3e etappe Ronde van de Algarve
Puntenklassement Ronde van de Algarve
Kuurne-Brussel-Kuurne
2e etappe Parijs-Nice
2e en 3e etappe Ronde van Hongarije
Puntenklassement Ronde van Hongarije
Elfstedenronde
5e etappe Ronde van België
2e etappe Ronde van Frankrijk
Acht van Chaam
 Europees kampioenschap op de weg, Elite
Kampioenschap van Vlaanderen
2023 - 7 zeges
2e etappe Ronde van San Juan
2e etappe Tirreno-Adriatico
2e etappe Ronde van Hongarije
2e en 5e etappe Ronde van België
2e en 4e etappe Ronde van Denemarken
2024 - 1 zege
1e etappe Ronde van Turkije
Totaal = 48 UCI zeges

### Resultaten in voornaamste wedstrijden
| Jaar | Ronde van Italië | Ronde van Frankrijk | Ronde van Spanje |
| ---- | ---------------- | ------------------- | ---------------- |
| 2018 |                  |                     |                  |
| 2019 |                  |                     | 145e (2)         |
| 2020 |                  |                     |                  |
| 2021 |                  |                     | 141e (3)         |
| 2022 |                  | 130e (1)            |                  |
| 2023 |                  | opgave              |                  |
| 2024 | opgave           | opgave              |                  |

| Jaar | Milaan-San Remo | Gent-Wevelgem | Scheldeprijs | Nokere Koerse | Kuurne-Brussel-Kuurne |  | Wereldranglijsten |
| ---- | --------------- | ------------- | ------------ | ------------- | --------------------- |  | ----------------- |
| 2018 |                 |               | ↑            | ↑             |                       |  | 136e (UWT)        |
| 2019 |                 | opgave        | ↑            |               |                       |  | 91e (UWR)         |
| 2020 |                 |               |              |               | 4e                    |  | 123e (UWR)        |
| 2021 |                 |               |              |               |                       |  | 61e (UWR)         |
| 2022 | 86e             | 68e           | 15e          |               | ↑                     |  | 47e (UWR)         |
| 2023 |                 | opgave        |              |               |                       |  | 131e (UWR)        |
| 2024 |                 |               |              | ↑             |                       |  |                   |

#### Resultaten in kleinere rondes
| Jaar | Ronde van de VAE | Ronde van de Algarve | Parijs-Nice | Tirreno-Adriatico | Critérium du Dauphiné | Ronde van Polen | Renewi Tour | Ronde van Guangxi |
| ---- | ---------------- | -------------------- | ----------- | ----------------- | --------------------- | --------------- | ----------- | ----------------- |
| 2018 |                  |                      |             |                   | opgave                |                 | opgave (1)  | 87e (2)           |
| 2019 |                  | 105e (1)             | opgave      |                   |                       | opgave          |             |                   |
| 2020 |                  | 131e (1)             |             |                   |                       | opgave (1)      |             |                   |
| 2021 |                  | 144e                 |             |                   | opgave                |                 |             |                   |
| 2022 |                  | 129e (2)             | opgave (1)  |                   |                       |                 |             |                   |
| 2023 |                  | 115e                 |             | 125e (1)          |                       |                 |             |                   |
| 2024 | 128e             |                      | opgave      |                   |                       |                 | opgave      | opgave            |
| 2025 | 105e             |                      | opgave      |                   |                       |                 |             |                   |

## Ploegen
- 2015 –  SEG Racing
- 2016 –  SEG Racing Academy
- 2017 –  SEG Racing Academy
- 2018 –  Quick-Step Floors
- 2019 –  Deceuninck–Quick-Step
- 2020 –  Deceuninck–Quick-Step
- 2021 –  Deceuninck–Quick-Step
- 2022 –  Quick Step-Alpha Vinyl
- 2023 –  Soudal-Quick Step
- 2024 –  Team dsm-firmenich PostNL
- 2025 –  Team dsm-firmenich PostNL

van den Berg · Biermans · Bokeloh · Bouwman · Bovenhuis · van Dongen · Gunst · Havik · Jakobsen · Jiang · Klaris · Lammertink · Leemans · Loh · McCarthy · Peters
Ariesen · van den Berg · Biermans · Evensen · Jakobsen · Jiang · de Jong · Klaris · Kooistra · Maddux · Norsgaard · Ovett · Schultz · Detant (stagiair)
Affini · van den Berg · Bol · Cullaigh · Eriksson · Evensen · Jakobsen · Janssen · de Jong · Kooistra · Lenderink · Maas · Peters · Schelling · de Vries · Williams · Meeus (stagiair)
Alaphilippe · Asgreen · Capecchi · Cavagna · De Plus · Declercq · Devenyns · Gaviria · Gilbert · Hodeg · Jakobsen · Jungels · Keisse · Knox · Lampaert · Martinelli · Mas · Mørkøv · Narváez · Richeze · Sabatini · Schachmann  · Sénéchal · Serry · Štybar · Terpstra · Vakoč · Viviani
Alaphilippe · Asgreen · Capecchi · Cavagna · Declercq · Devenyns · Evenepoel   · Gilbert · Hodeg · Honoré · Jakobsen · Jungels · Keisse · Knox · Lampaert · Martinelli · Mas · Mørkøv · Richeze · Sabatini · Sénéchal · Serry · Štybar · Vakoč · Viviani 
Alaphilippe  · Almeida · Archbold · Asgreen · Bagioli · Ballerini · Bennett · Cattaneo · Cavagna · Declercq · Devenyns · Evenepoel   · Garrison · Hodeg · Honoré · Jakobsen · Jungels · Keisse · Knox · Lampaert · Masnada · Mørkøv · Sénéchal · Serry · Steels · Steimle · Štybar · Van Lerberghe · Quinn (stagiair) · Vansevenant (stagiair)
Alaphilippe  · Almeida · Archbold · Asgreen · Bagioli · Ballerini · Bennett · Cattaneo · Cavagna · Cavendish · Černý · Declercq · Devenyns · Evenepoel · Garrison · Hodeg · Honoré · Jakobsen · Keisse · Knox · Lampaert · Masnada · Mørkøv · Sénéchal · Serry · Steels · Steimle · Štybar · Van Lerberghe · Vansevenant · Osborne (stagiair) · Van Tricht (stagiair)
Alaphilippe  · Asgreen · Bagioli · Ballerini · Cattaneo · Cavagna · Cavendish · Černý · Declercq · Devenyns · Evenepoel  · Honoré · Jakobsen  · Keisse · Knox · Lampaert · Masnada · Mørkøv · Schmid · Sénéchal · Serry · Steels · Steimle · Štybar · Svrček (vanaf 1/7) · Van Lerberghe · Van Tricht · Van Wilder · Vansevenant · Vernon · Vervaeke · Raccani (stagiair)
Alaphilippe · Asgreen · Bagioli · Ballerini · Cattaneo · Cavagna · Černý · Declercq · Devenyns · Evenepoel    · Hirt · Jakobsen  · Knox · Lampaert · Masnada · Merlier · Mørkøv · Pedersen · Schmid · Sénéchal · Serry · Steimle · Svrček · Van Lerberghe · Van Tricht · Van Wilder · Vansevenant · Vernon · Vervaeke
Andresen · Bardet · Barguil · Van den Berg · Bevin · Bittner · Van den Broek · Combaud · Degenkolb · Dinham · Eddy · Edmondson · Eekhoff · Hamilton · Jakobsen · Leemreize · Leijnse · Liepiņš · Märkl · Naberman · Onley · Poole · Roosen · Tusveld · van Uden · Vermaerke · Welten · Koerdt (stagiair)